# Крутильников, Николай Иванович
Николай Иванович Крутильников (4 ноября 1896, с. Калинино Малмыжский район Кировской обл. — 13 апреля 1961, Алма-Ата) — советский живописец, народный художник Казахской ССР (1954).

## Биография
Родился в Кировской области. 
В 1916 - окончил Казанское художественное училище. С 1921 года жил в Казахстане. Один из организаторов Союза художников Казахстана.
В 1938—1956 годы — преподаватель Алматинского художественного училища.
Создал групповые и индивидуальные портреты передовых рабочих Караганды, Балхаш и других промышленных центров республики («Медеплавильщики Балхаша», 1947; «Групповой портрет знатных медеплавильщиков Балхаша», 1953; «Портрет мастера горячих кладок Д. Макаева», 1954; «Портрет М. Сундетова», 1960). Выразительны и самобытны работы «Бухтарминская долина» (1924), «У причала Карабугаза» (1956), «Портрет Джамбула» (1957), «Портрет машиниста Коунрадского рудника К. Оспанова» (1957) и др.
Скончался 13 апреля 1961 года, похоронен на Центральном кладбище Алма-Аты.